# Bajkuschewa Mura

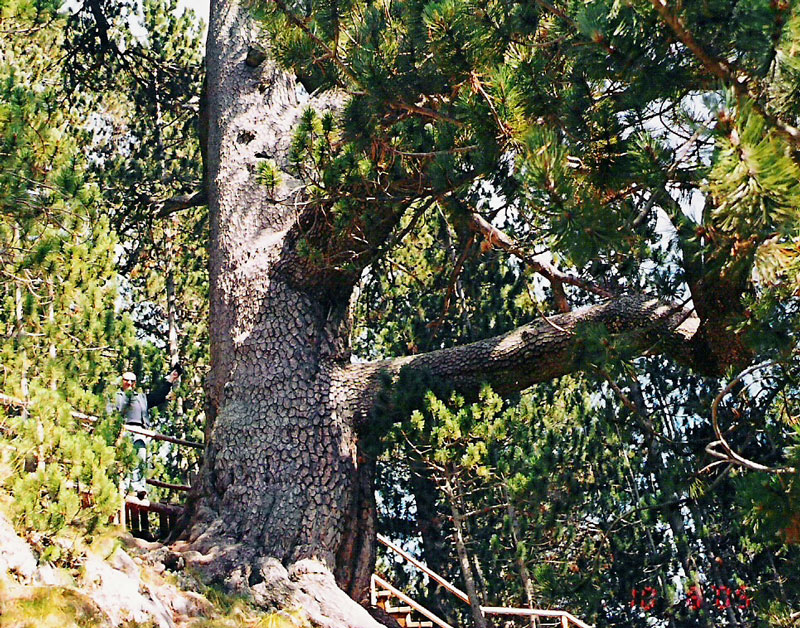
Bajkuschewa Mura

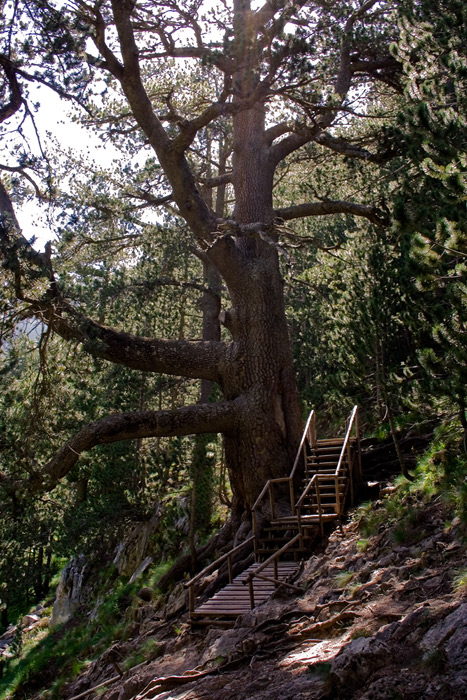
Bajkuschewa Mura

Bajkuschewa Mura (bulgarisch Байкушева мура) ist der Name eines über 1300 Jahre alten Baumes, der in Bulgarien im Piringebirge steht.
Es handelt sich um eine Panzer- oder Schlangenhautkiefer (Pinus heldreichii), die nach dem Forstaufseher Kostadin Bajkuschew (bulgarisch Костадин Байкушев) benannt ist, der 1897 dieses Exemplar entdeckt hat. Mura bezeichnet im Bulgarischen zwei Kiefernarten:
Bjala Mura (bulgarisch Бяла мура; wörtlich: „weiße Mura“) für die Rumelische Kiefer (Pinus peuce) und Tscherna Mura (bulg. bulgarisch Черна мура; wörtlich: „schwarze Mura“) für die Schlangenhaut-Kiefer (Pinus heldreichii). Die Schlangenhaut-Kiefer ist unter anderem im Südwesten Bulgariens verbreitet.
Die Bajkuschewa Mura steht auf 1930 m Höhe, im nördlichen Piringebirge, im Nationalpark Pirin, 500 m südwestlich der Berghütte Banderiza (bulgarisch хижа Бъндерица), am Weg von Bansko zur Berghütte Wichren (bulgarisch хижа Вихрен), von wo aus der Aufstieg zum Wichren-Gipfel beginnt.
Das Alter dieses Exemplars wird auf über 1300 Jahre geschätzt, womit es der älteste Nadelbaum in Bulgarien ist.
Ungefähre Maße der Bajkuschewa Mura:
- Höhe: 26 m
- Durchmesser 2,2 m
- Umfang: 7,8 m

## Galerie

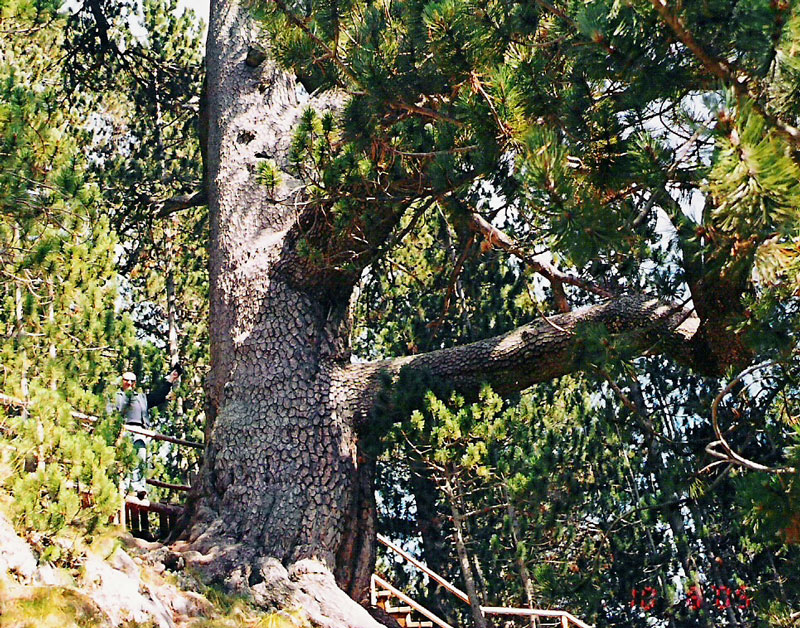
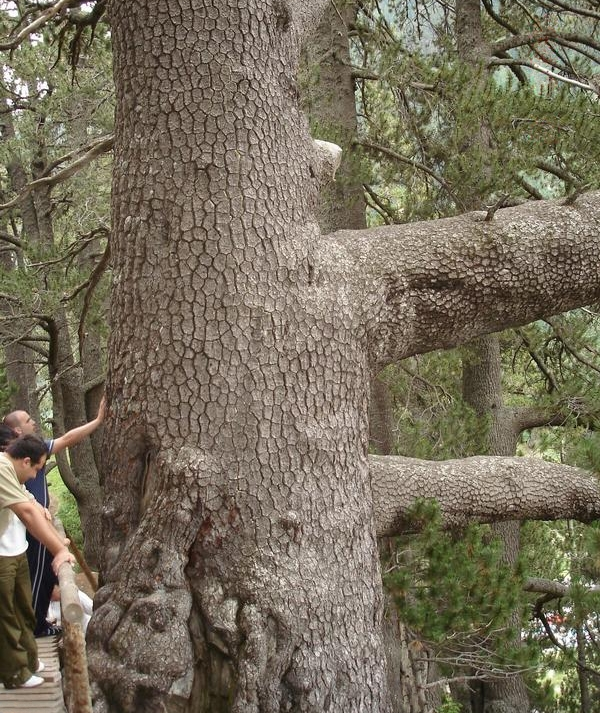
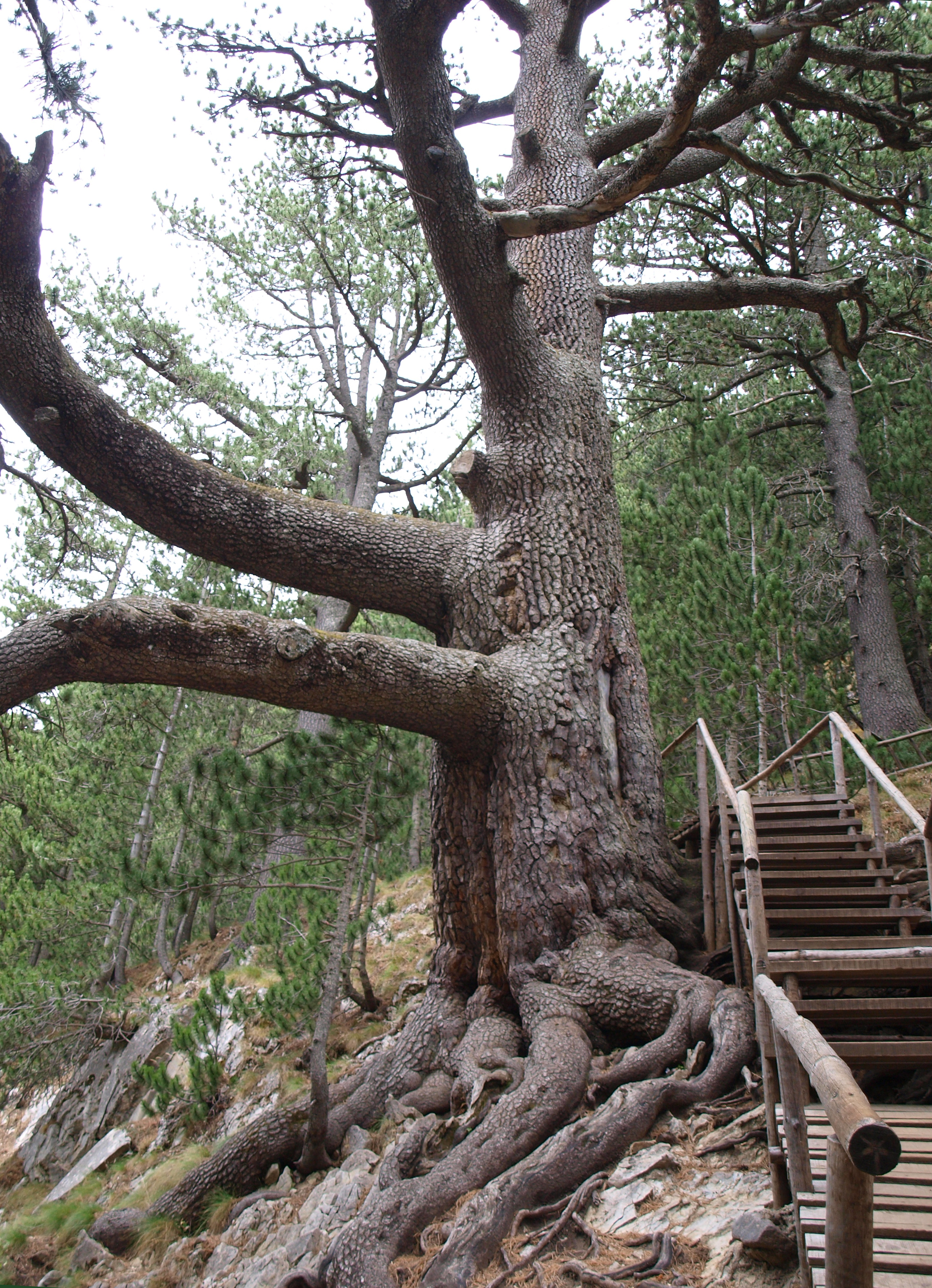
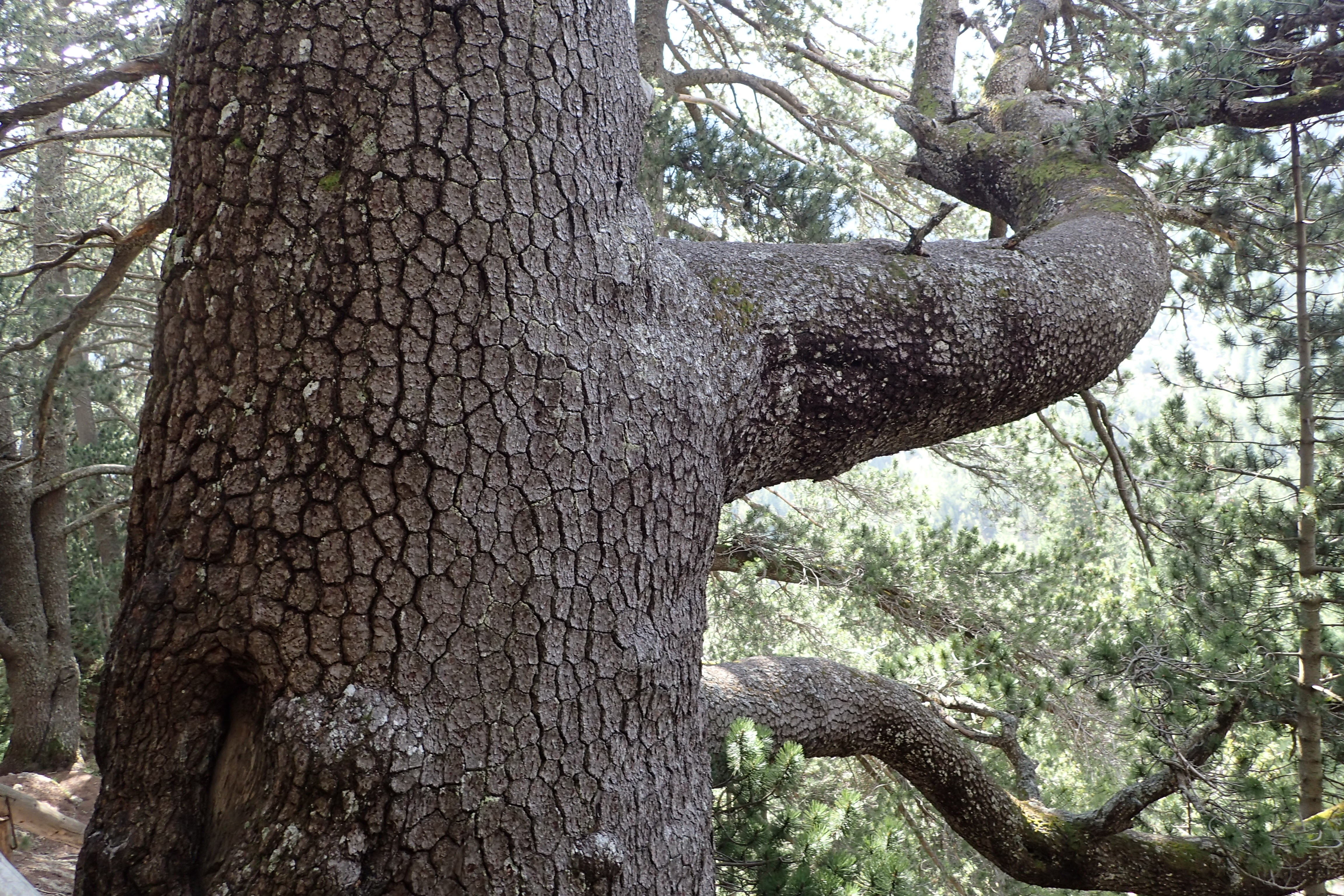

Koordinaten: 41° 46′ 1,3″ N, 23° 25′ 22,4″ O